# Aldo Taillieu
Aldo Taillieu (Aalst, 10 februari 2006) is een Belgisch wielrenner die anno 2025 rijdt voor Lotto Development Team.

## Carrière
Als tweedejaars junior won Taillieu onder meer Kuurne-Brussel-Kuurne en het nationale kampioenschap tijdrijden. Op het Europese kampioenschap zou hij deelnemen aan zowel de tijdrit als de wegwedstrijd, maar na een val in de tijdrit, waarbij hij zijn sleutelbeen brak, moest hij verstek laten gaan voor de wegrit.
In 2025 maakte Taillieu, als eerstejaars belofte, de overstap naar de opleidingsploeg van Lotto. Zijn debuut voor de ploeg maakte hij in februari in de Ronde van Rwanda, waar hij in de proloog direct zijn eerste profzege behaalde.

## Overwinningen
2024
Kuurne-Brussel-Kuurne, Junioren
 Belgisch kampioen tijdrijden, Junioren
Puntenklassement Vredeskoers, Junioren
Route des Géants
3e etappe deel A Ronde van de Lunigiana
2025
Proloog Ronde van Rwanda

## Ploegen
- 2025 –  Lotto Development Team